# Lista över världsmästare i formel 1
Denna lista över världsmästare i formel 1 tar upp de 34 världsmästarna i formel 1
| Förare               | Nation         | Världsmästare                            |
| -------------------- | -------------- | ---------------------------------------- |
| Fernando Alonso      | Spanien        | 2005, 2006                               |
| Mario Andretti       | USA            | 1978                                     |
| Alberto Ascari †     | Italien        | 1952, 1953                               |
| Jack Brabham †       | Australien     | 1959, 1960, 1966                         |
| Jenson Button        | Storbritannien | 2009                                     |
| Jim Clark †          | Storbritannien | 1963, 1965                               |
| Juan Manuel Fangio † | Argentina      | 1951, 1954, 1955, 1956, 1957             |
| Nino Farina †        | Italien        | 1950                                     |
| Emerson Fittipaldi   | Brasilien      | 1972, 1974                               |
| Lewis Hamilton       | Storbritannien | 2008, 2014, 2015, 2017, 2018, 2019, 2020 |
| Mike Hawthorn †      | Storbritannien | 1958                                     |
| Damon Hill           | Storbritannien | 1996                                     |
| Graham Hill †        | Storbritannien | 1962, 1968                               |
| Phil Hill †          | USA            | 1961                                     |
| Denny Hulme †        | Nya Zeeland    | 1967                                     |
| James Hunt †         | Storbritannien | 1976                                     |
| Mika Häkkinen        | Finland        | 1998, 1999                               |
| Alan Jones           | Australien     | 1980                                     |
| Niki Lauda †         | Österrike      | 1975, 1977, 1984                         |
| Nigel Mansell        | Storbritannien | 1992                                     |
| Nelson Piquet        | Brasilien      | 1981, 1983, 1987                         |
| Alain Prost          | Frankrike      | 1985, 1986, 1989, 1993                   |
| Jochen Rindt †       | Österrike      | 1970                                     |
| Keke Rosberg         | Finland        | 1982                                     |
| Nico Rosberg         | Tyskland       | 2016                                     |
| Kimi Räikkönen       | Finland        | 2007                                     |
| Jody Scheckter       | Sydafrika      | 1979                                     |
| Michael Schumacher   | Tyskland       | 1994, 1995, 2000, 2001, 2002, 2003, 2004 |
| Ayrton Senna †       | Brasilien      | 1988, 1990, 1991                         |
| Jackie Stewart       | Storbritannien | 1969, 1971, 1973                         |
| John Surtees †       | Storbritannien | 1964                                     |
| Max Verstappen       | Nederländerna  | 2021, 2022, 2023, 2024                   |
| Sebastian Vettel     | Tyskland       | 2010, 2011, 2012, 2013                   |
| Jacques Villeneuve   | Kanada         | 1997                                     |